# قطعنامه ۵۶۲ شورای امنیت
قطعنامه ۵۶۲ شورای امنیت سازمان ملل متحد که در تاریخ ۱۰ مه ۱۹۸۵ تصویب شد، سندی بین‌المللی دربارهٔ نیکاراگوئه-آمریکا است. این قطعنامه طی نشست ۲۵۸۰ام تصویب شد.